# Penisknochen

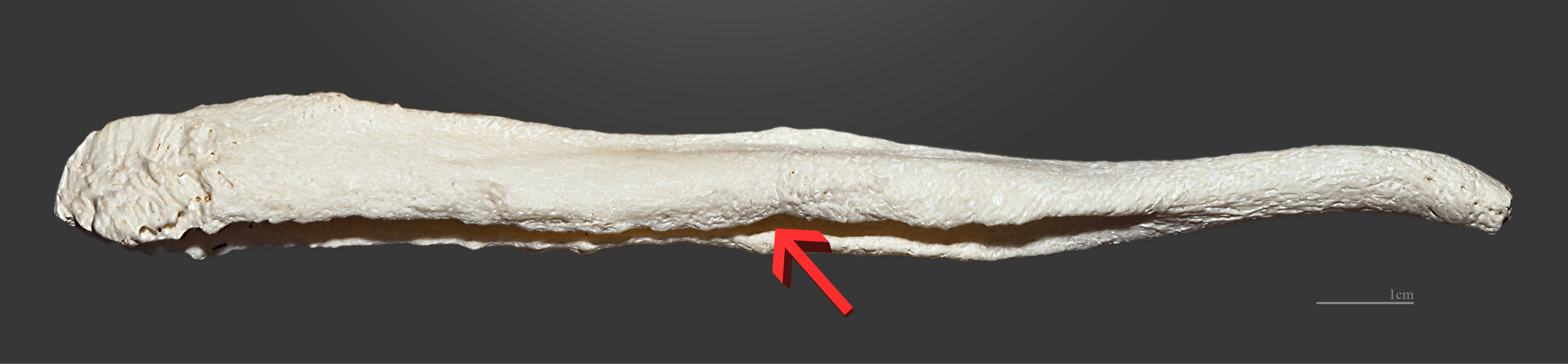
Penisknochen eines Hundes; der Pfeil zeigt auf die an der Unterseite liegende Rinne für die Harnröhre. Das vordere Ende befindet sich auf der rechten Seite.

Der Penisknochen (lateinisch os penis, os priapi, baculum, für Stab / Stock) ist ein Knochen im Begattungsorgan (Penis) vieler männlicher Säugetiere, der nicht mit anderen Knochen gelenkig verbunden ist (sog. Eingeweideknochen) und vielfältige Funktionen während der Kopulation übernimmt. Penisknochen sind unter Säugern und auch bei Primaten weit verbreitet, sodass die Abwesenheit einer solchen Struktur beim Menschen eine Ausnahme darstellt. Als Entsprechung zum Penisknochen kommt bei einigen weiblichen Säugetieren ein Klitorisknochen (Os clitoridis, auch Baubellum) vor.

## Vorkommen
Penisknochen finden sich in den folgenden Tiergruppen:
- Primaten: Einen Penisknochen besitzen die meisten Primaten wie Gorillas und Schimpansen, wenn mit knapp 2 cm auch nur sehr kleine.[1] Bei Menschen, einigen Klammerschwanzaffen und Sulawesi-Koboldmakis fehlt er hingegen. Man vermutet, dass der Mensch im Laufe der Evolution durch die monogame Lebensweise den Penisknochen verloren hat.[2][3] Eine dem Penisknochen ähnliche Struktur kann bei Menschen auftreten, die an einer seltenen Erbkrankheit leiden.[4]
- Raubtiere[5] wie Bären,[6] Katzen, Hunde[7], Marder und Robben[8] nicht aber bei Hyänen[9] und Musangs.
- Nagetiere,[10] insbesondere bei Meerschweinchenverwandten, Mäuseverwandten und Bibern. Allerdings tritt er nicht bei den nahverwandten Hasenartigen auf.
- Eulipotyphla, zu denen viele Insektenfresser gehören, z. B. bei Igeln, Spitzmäusen und einigen Maulwürfen.
- Tenrekartige, z. B. Igeltenreks
- Fledertiere
- Riesengleiter

Huftiere, Wale, Elefanten und Seekühe, Kloakentiere und Beuteltiere besitzen keinen Penisknochen.
Den größten Penisknochen besitzt das Walross, den kleinsten die Zwergfledermaus Pipistrellus. Fossil ist die Struktur insbesondere vom Höhlenbären (Ursus spelaeus) bekannt.

## Aufbau und Lage
Der Penisknochen ist Bestandteil des männlichen Geschlechtsteils und stellt eine Verknöcherung des Penisschwellkörpers (Corpus cavernosum penis) dar. Er erstreckt sich, ausgehend von der Eichel, entlang des Penisschaftes nach hinten. Der am weitesten schwanzwärts gerichtete Teil wird als Basis bezeichnet, das vordere Ende als Apex oder einfach Spitze. Das Mittelstück wird als Körper bezeichnet. Dadurch, dass der Penisknochen der Harnröhre eng angelagert ist, weist der Knochen eine bauchwärts gerichtete Einkerbung auf, den Sulcus urethrae. Im Querschnitt erscheint ein Penisknochen deshalb bei einigen Tieren umgekehrt u-förmig (so z. B. bei Haushunden).
Für Wölfe wurde nachgewiesen, dass der Penisknochen innerhalb der Art positiv allometrisch zur Körpergröße skaliert. Das heißt, je größer das Individuum, desto größer ist auch der Penisknochen relativ zum Rest des Körpers. Zwischen verschiedenen Arten kann die relative Größe von Penisknochen zum Rest des Körpers allerdings stark schwanken: Während beispielsweise das 500 g schwere Seidenäffchen einen Penisknochen von rund 2 mm Länge besitzt, finden sich bei den zehnmal leichteren Galagos Penisknochen von bis zu 13 mm Länge.
Obwohl in der Regel knöchern vorliegend, kann er bei einigen Säugern nur knorpelig ausgebildet sein. Da die Morphologie des Penisknochens sehr artspezifisch ist, wird sie gelegentlich herangezogen, um nah verwandte Arten zu unterscheiden (Systematik). Ebenso kann er bei einigen Tierarten zur Bestimmung des Alters zum Todeszeitpunkt herangezogen werden, da seine Spitze erst bei adulten Tieren verknöchert und er erst dann seine volle Länge erreicht.

## Funktion
Die genaue Funktion des Penisknochens wird noch immer diskutiert. Mehrere Studien deuten allerdings darauf hin, dass der Penisknochen die Steifigkeit des Penis während der Kopulation unterstützt. Dies ermöglicht den Männchen einen relativ langen Paarungsakt. Eine Arbeit von 2015, die sich mit der Penisknochen-Funktion bei Fledermäusen auseinandersetzt, bestätigt diese Hypothese, schlägt aber auch eine mögliche zweite Funktion vor: den Schutz der Harnröhre und der Harnöffnung vor Verschluss während der Kopulation.
Weiterhin könnte der Penisknochen eine wichtige Rolle beim Transport der Spermien spielen, da er bei manchen Arten über das Ende der Eichel hinausragt und während der Kopulation möglicherweise sogar mit dem Clitorisknochen des Weibchens in Verbindung steht. Bei Arten mit induziertem Eisprung könnte die Stimulation der weiblichen Genitalien mit dem Penisknochen einen möglichen Auslöser darstellen.

## Evolutionäre Ursachen für die Ausbildung oder die Reduktion des Penisknochens

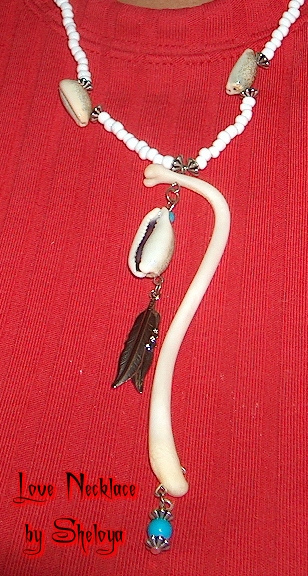
Zu Schmuck verarbeiteter Penisknochen eines Waschbären

Da sowohl die Ab- als auch die Anwesenheit eines Penisknochens unter Säugern verbreitet ist, scheinen beide Zustände einen evolutionären Vorteil mit sich zu bringen. Das arteigene Fortpflanzungsverhalten könnte eine entscheidende Rolle dabei spielen, ob Arten einen Penisknochen besitzen oder ob dieser reduziert wird. So wurde beispielsweise für den Menschen spekuliert, dass Penisknochen mit der Etablierung monogamer Fortpflanzungsstrategien reduziert worden sein könnten. Die permanente Begleitung des Weibchens durch das Männchen erlaubt zahlreiche sexuelle Kontakte, welche mitunter auch sehr kurz sein können, sowie die volle Kontrolle über die resultierende Vaterschaft.
Primaten, welche nur selten Geschlechtsgenossen begegnen, würden demnach Penisknochen besitzen, um durch lange Geschlechtsakte die Chance der eigenen Vaterschaft zu maximieren. Auch sind mit Penisknochen ausgestattete Penisse durch ihre dauerhafte Steifigkeit schneller bereit für die Kopulation, wenn sich die seltene Gelegenheit zum Paarungsakt bietet, als Penisse, die allein auf einem hydraulischen Prinzip basieren.

## Kulturelle Bedeutung
Die Penisknochen verschiedener Tiere erlangten in unterschiedlichen Kulturen eine gewisse Bedeutung, die eng mit der Funktion der Knochen beim Paarungsakt verknüpft ist. Der Penisknochen des Waschbären beispielsweise wird in der Hoodoo-Tradition in den Südstaaten der USA als Amulett getragen, welches dem Träger zu Liebe und Glück verhelfen soll. Ähnlich werden die Penisknochen von Marder und Iltis (Marderboanl) im Alpenraum bisweilen noch als Amulett verwendet, weil man ihnen nachsagt, die Potenz zu stärken.

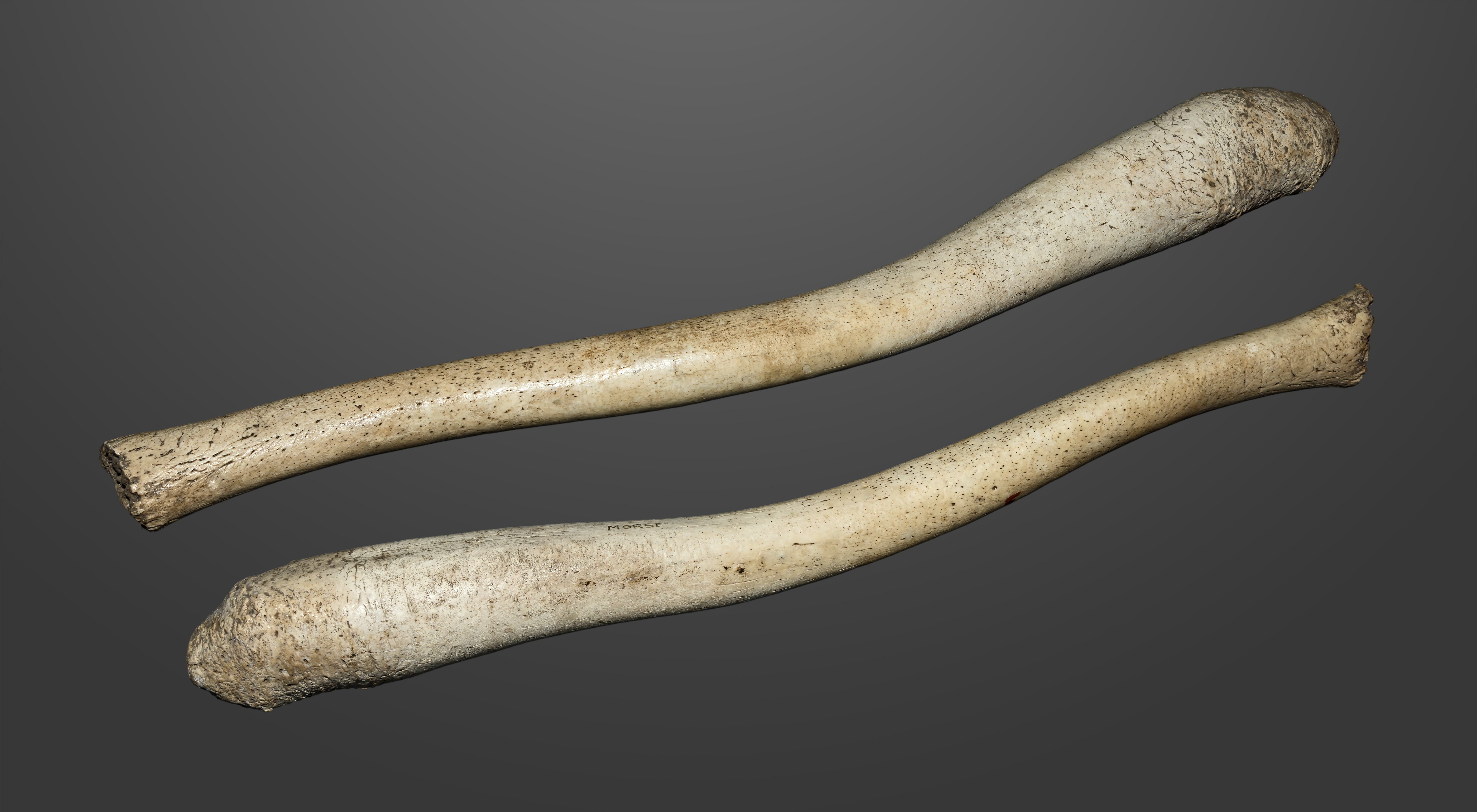
Walross-Penisknochen, ungefähre Länge: 60 cm.

Penisknochen männlicher Walrosse, von den in Alaska heimischen Kulturen als Oosik bezeichnet, werden häufig poliert und als Griff für Messer und andere Werkzeuge genutzt oder als Souvenir an Touristen verkauft. Sogar bei der Verfassung und Überlieferung biblischer Schriften könnten Penisknochen eine Rolle gespielt haben. So wurde vorgeschlagen, dass mit der Rippe Adams, aus welcher Gott in der Schöpfungsgeschichte die Eva schafft, tatsächlich der Penisknochen gemeint ist. Bei der Rippe würde es sich damit um eine Fehlübersetzung eines hebräischen Euphemismus für Penisknochen handeln. Dieser Auffassung folgend, würde dies das Fehlen eines Penisknochens beim Mann erklären und die Existenz der Raphe penis als vermeintliche „Narbe“ dieser Operation.